# Buffed
Buffed (Eigenschreibweise: buffed sowie buffed.de) ist ein Portal für Computerspiele, betrieben von der Computec Media Group, mit Schwerpunkt auf Online-Spielen wie MMORPGs. Es wurde am 24. August 2006 unter der Domain buffed.de gestartet; vom 22. August 2007 an bis Ende 2016 gab der Verlag außerdem ein zweimonatlich erscheinendes Printmagazin heraus. Der Name „Buffed“ leitet sich vom umgangssprachlichen englischen Begriff für das Wirken von Stärkungszaubern in Rollenspielen ab (to buff, deutsch: aufpolieren, auffrischen).

## Geschichte
Das Portal entstand um die Datenbank BLASC, die von Marcel Anacker, Mathias Fabian und Benjamin Hirsch als Hilfsangebot für Online-Rollenspieler konzipiert wurde. Bis 2006 entwickelte es sich zur größten Sammlung von Spieletipps und -lösungen im deutschsprachigen Raum für das MMORPG World of Warcraft, Nach der Übernahme durch den Computec-Verlag wurde die Datenbank um einen redaktionellen Teil mit Berichterstattung und Unterhaltungsformaten (z. B. Podcasts) erweitert und am 24. August 2006 auf der Games Convention offiziell unter der neuen Domain buffed.de mit Heinrich Lenhardt als Chefredakteur vorgestellt. Lenhardt übernahm die Position des bisherigen Objektleiters Christian Bigge, der zur Computer Bild Spiele wechselte.
Im ersten Monat verzeichnete das Portal zwei Millionen Unique Visitors und 57 Millionen Page Impressions. Im Juli 2007 lagen die Zahlen laut IVW bei 79,4 Millionen Page Impressions, 10,6 Millionen Visits und laut Verlagsangaben bei 3,5 Millionen Unique User sowie 180.000 angemeldeten Benutzern. Im November 2007 startete unter der Domain getbuffed.com ein englischsprachiger Ableger. Das Angebot wurde zwischenzeitlich wieder eingestellt.

## Magazin
Am 22. August 2007 erschien auf der Games Convention die Erstausgabe von Buffed als Printmagazins. Die Erstausgabe des Heftes hatte eine Auflage von 75.000. Das zunächst zweimonatlich erscheinende Magazin  umfasste 128 Seiten zum Preis von 5,90 Euro.
Im November 2009 gab Heinrich Lenhardt, der die Redaktion in seinem letzten Jahr meist aus seiner neuen Wahlheimat in Vancouver koordiniert hatte, seine Position als Chefredakteur von Buffed auf und verließ den Computec Verlag. Die Chefredaktion der Printausgabe übernahm Alexander Geltenpoth. Die Chefredaktion Online ging auf Florian Stangl über, der alle Online-Auftritte des Verlags betreute, Leitender Redakteur wurde Simon Fistrich. Anfang 2012 beendete Computec für das Printmagazin von Buffed die Mitgliedschaft in der IVW, vorausgegangen war ein Lesereinbruch von rund 50 %. Die Website wurde weiterhin von der IVW erfasst. Fistrich wurde 2012 als Redaktionsleiter Online/Digital des Computec-Verlags auch für die Schwesterseiten pcgames.de, gamesaktuell.de und videogameszone.de zuständig, als leitender Redakteur des Buffed-Printmagazins wurde Oliver Haake berufen. Von 2014 an war Dirk Gooding als Redaktionsleiter für Buffed verantwortlich, alleiniger leitender Redakteur war Oliver Haake.
2016 wurde zum Ende des Jahres die Printversion der Zeitschrift eingestellt. Die Themen wurden zum Teil in der PC Games MMORE integriert.
| Quartalszahlen Print | Quartalszahlen Print | Quartalszahlen Print | Quartalszahlen Print | Quartalszahlen Print |
| -------------------- | -------------------- | -------------------- | -------------------- | -------------------- |
| Quartal              |                      |                      | Verkaufszahlen       |                      |
| 2/2008               | 2/2008               |                      | 58.279               | 58.279               |
| 3/2008               | 3/2008               |                      | 52.117               | 52.117               |
| 4/2008               | 4/2008               |                      | 59.891               | 59.891               |
| 1/2009               | 1/2009               |                      | 43.342               | 43.342               |
| 2/2009               | 2/2009               |                      | 54.188               | 54.188               |
| 3/2009               | 3/2009               |                      | 52.697               | 52.697               |
| 4/2009               | 4/2009               |                      | 44.022               | 44.022               |
| 1/2010               | 1/2010               |                      | 41.620               | 41.620               |
| 2/2010               | 2/2010               |                      | 43.532               | 43.532               |
| 3/2010               | 3/2010               |                      | 33.271               | 33.271               |
| 4/2010               | 4/2010               |                      | 43.886               | 43.886               |
| 1/2011               | 1/2011               |                      | 31.447               | 31.447               |
| 2/2011               | 2/2011               |                      | 28.471               | 28.471               |
| 3/2011               | 3/2011               |                      | 20.642               | 20.642               |
| 4/2011               | 4/2011               |                      | 23.935               | 23.935               |
| Quelle: IVW          |                      |                      |                      |                      |